# Resolució 999 del Consell de Seguretat de les Nacions Unides
La Resolució 999 del Consell de Seguretat de les Nacions Unides fou adoptada per unanimitat el 16 de juny de 1995. Després de recordar la Resolució 968 (1994) sobre la situació a Tadjikistan, el Consell va ampliar el mandat de la Missió d'Observadors de Nacions Unides a Tadjikistan (UNMOT) fins al 15 de desembre de 1995 i es va dirigir al procés de reconciliació nacional al país.
Les converses entre el Govern del Tadjikistan i l'Oposició Unida Tadjik a Tadjikistan van ser positives i es va acordar un alto el foc per uns altres 3 mesos fins al 26 d'agost de 1995. Ambdues parts volien resoldre el conflicte pacíficament i la reconciliació nacional basada en concessions i compromisos mutus. Es va observar que la força de pau de la Comunitat d'Estats Independents (CIS) tenia el seu mandat estès fins al 31 de desembre de 1995. Ambdues parts, les forces de manteniment de la pau i l'Organització per a la Seguretat i la Cooperació a Europa estaven en contacte directe entre elles.
El mandat de la UNMOT es va estendre fins al 15 de desembre de 1995 a condició que l'acord i l'alto el foc continuessin vigents i les parts continuessin treballant cap a la reconciliació i la democràcia. Es demanaria al Secretari General Boutros Boutros-Ghali que presentés informes cada tres mesos al Consell sobre la situació. Es va instar als partits a fomentar la confiança mitjançant l'intercanvi de presoners de guerra i permetre el retorn voluntari de refugiats.
El Consell va destacar la urgència d'un cessament d'hostilitats a la frontera entre Tadjikistan i Afganistan, i va demanar a tots els països que desencoratgessin activitats que podrien obstaculitzar el procés de pau a Tadjikistan. En aquest sentit es va exigir al Secretari General que informés sobre les discussions amb les autoritats de l'Afganistan sobre un desplegament proposat del personal de les Nacions Unides al nord de l'Afganistan. Es va donar la benvinguda a les contribucions i l'ajuda humanitària d'alguns països i a l'assistència addicional.
i